# Stenocereus griseus
Stenocereus griseus là một loài thực vật có hoa trong họ Cactaceae. Loài này được (Haw.) Buxb. miêu tả khoa học đầu tiên năm 1961.

## Hình ảnh

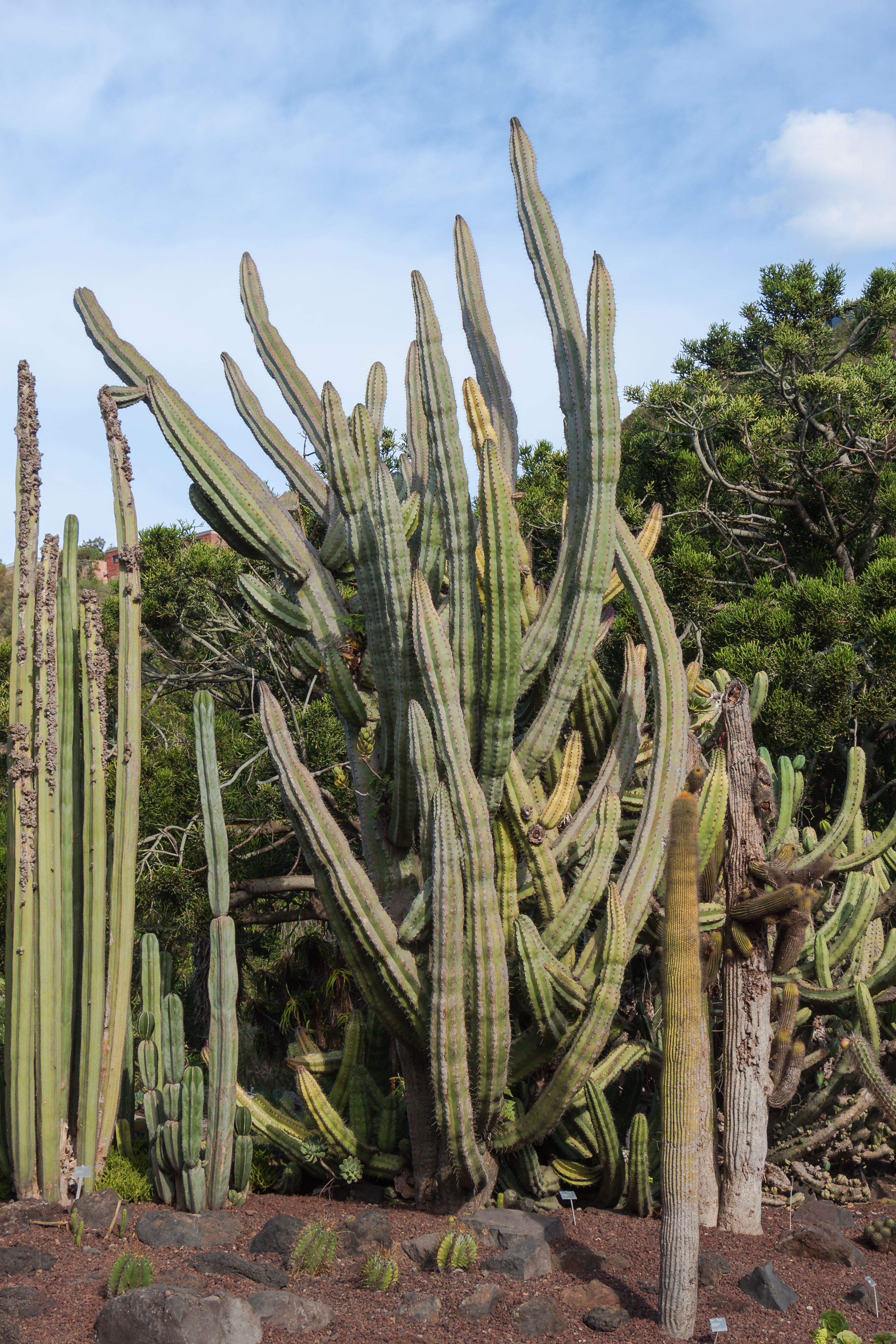
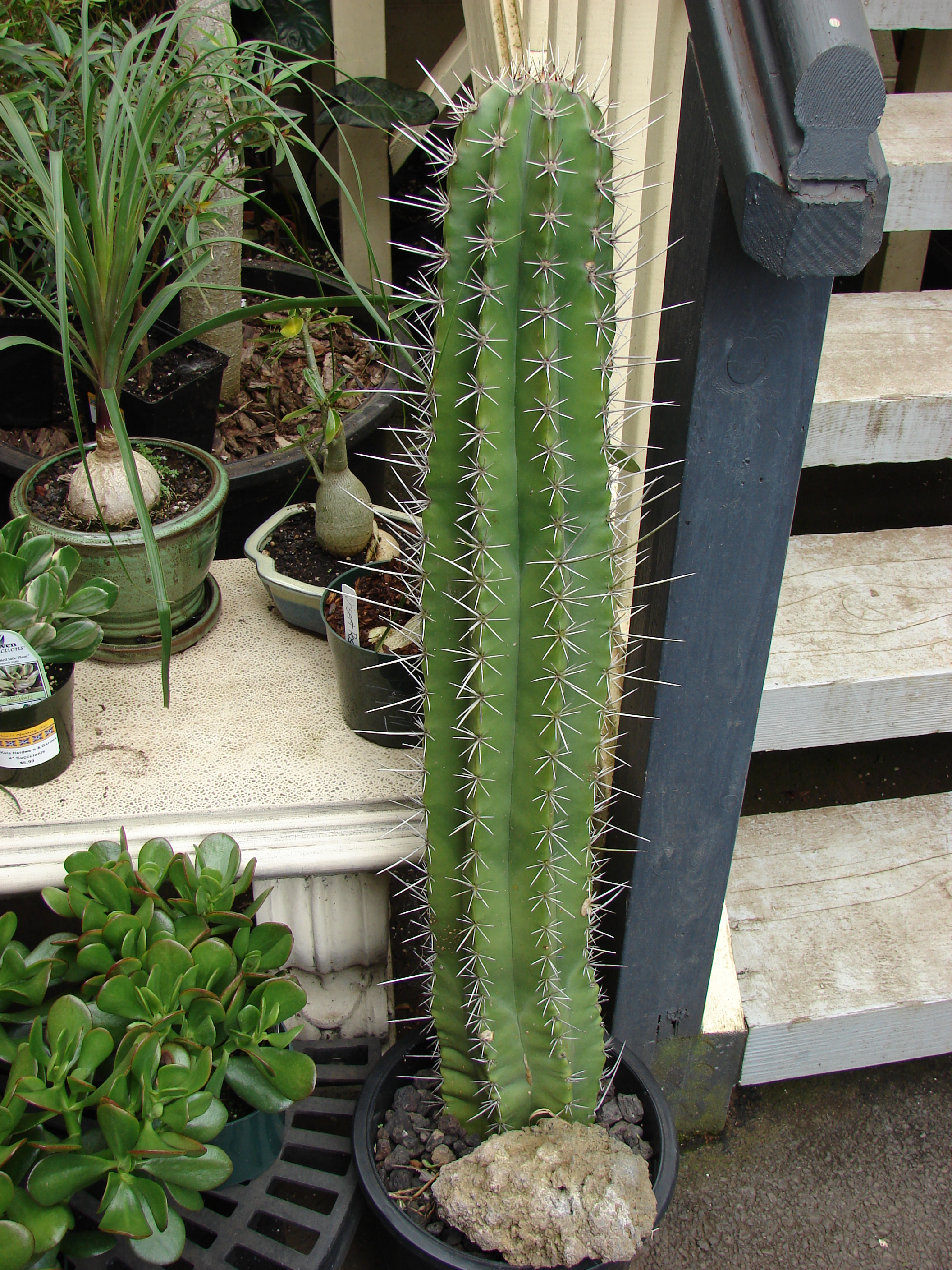
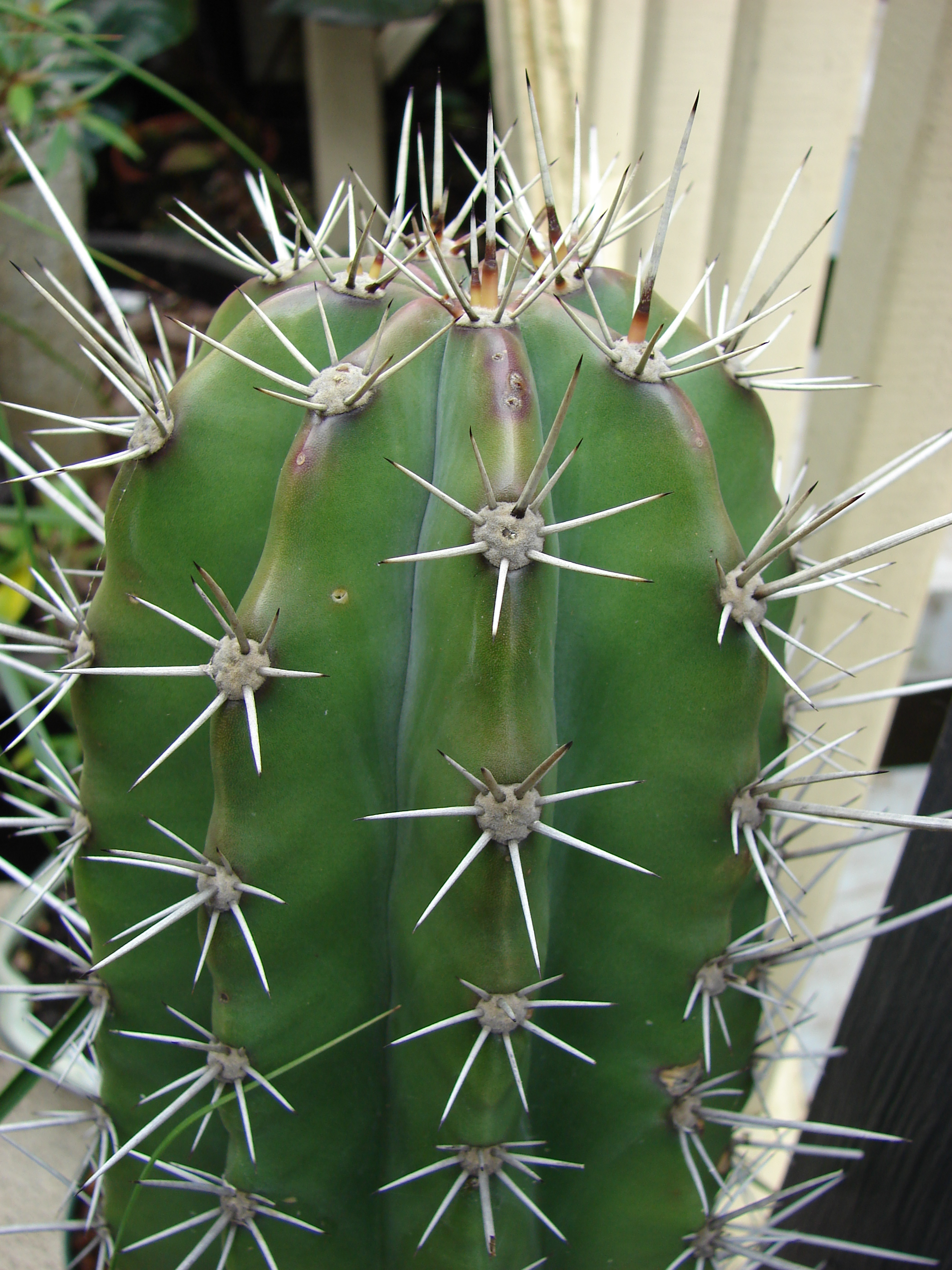
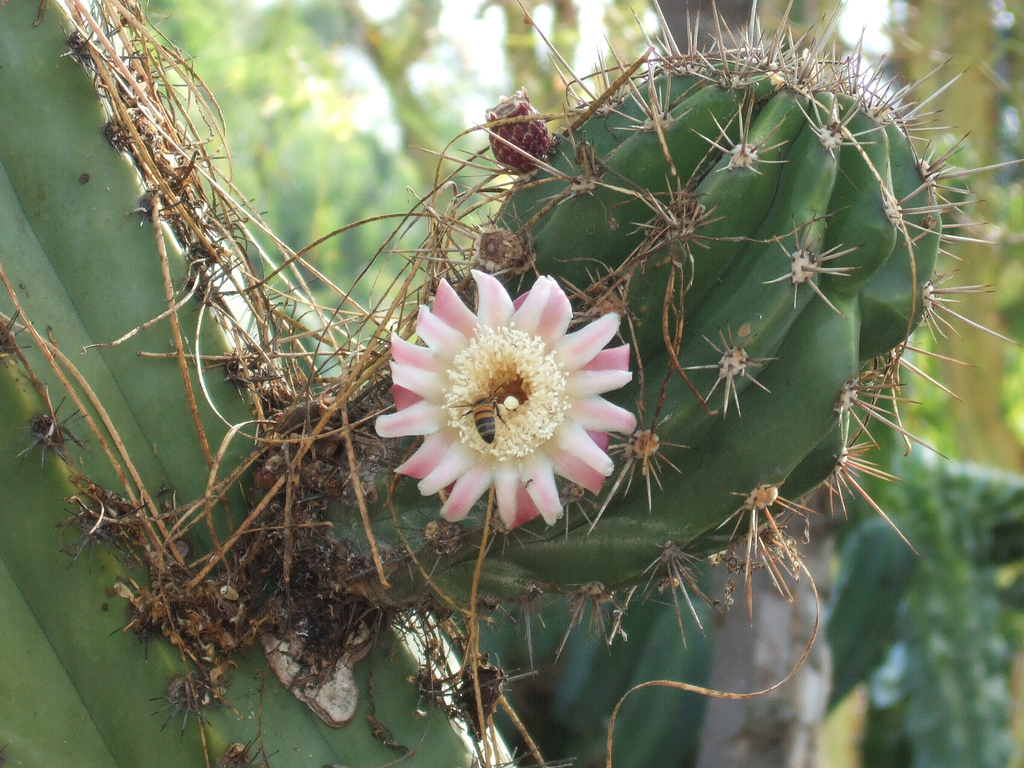
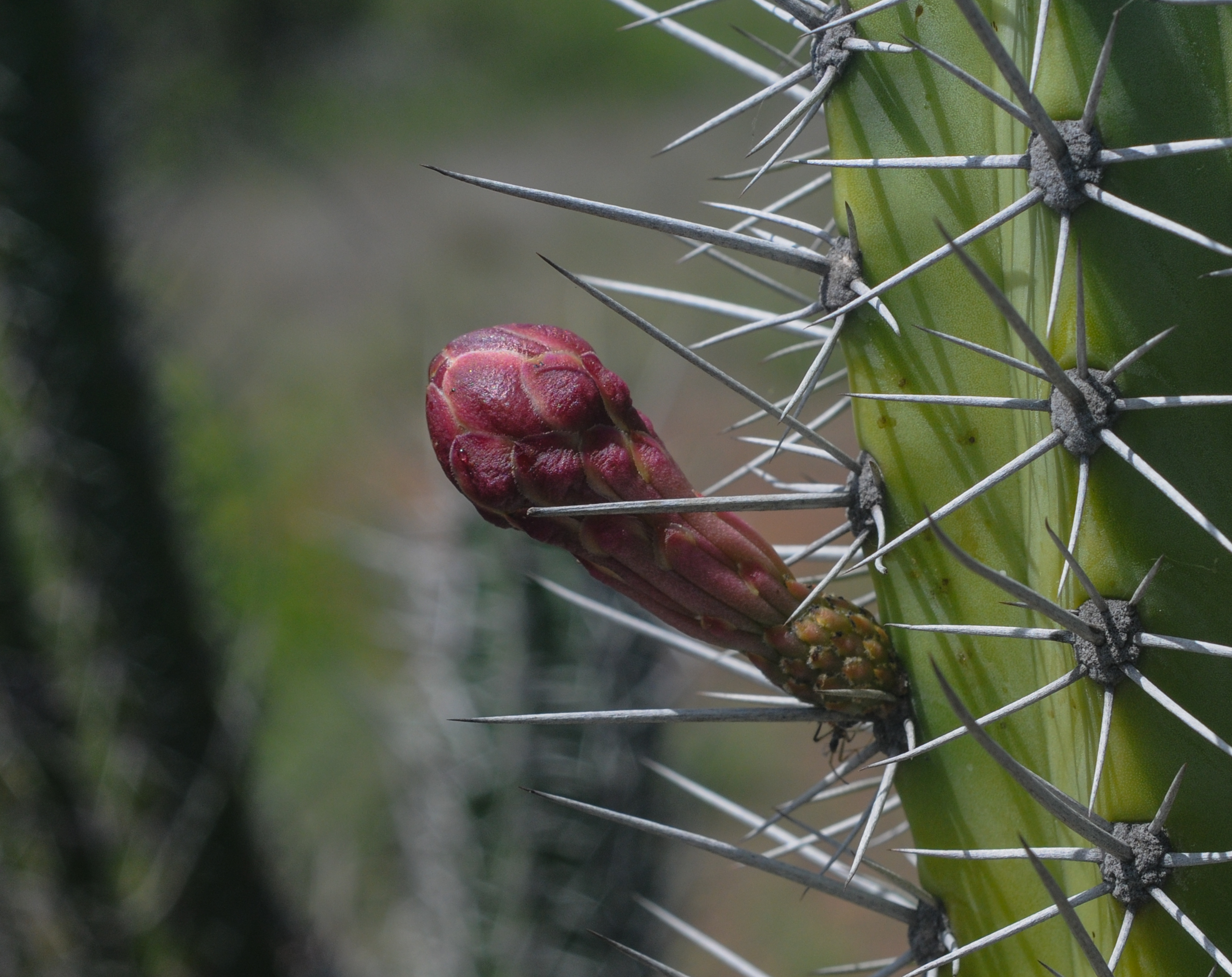